# 阿布-卡西姆·卡沙尼
阿亞圖拉賽義德·阿布-卡西姆·穆斯塔法維·卡沙尼（波斯語：آیت‌الله سید ابوالقاسم مصطفوی کاشانی、英語：Abol-Ghasem Kashani；1882年－1962年3月14日）出生在德黑蘭，他是什葉派十二伊瑪目派的著名穆斯林教士、前任伊朗議會主席。

## 早年生活
父親阿亞圖拉哈吉·賽義德·穆斯塔法·卡沙尼是什葉派有名的神職人員。阿布-卡西姆·卡沙尼自小便受到父母信奉的什葉派所薰陶，在他學懂閱讀和寫作之初便鑽研古蘭經。
阿布-卡西姆·卡沙尼在16歲時就到伊斯蘭神學院就讀，學習文學、阿拉伯語、邏輯、語義學、說話能力及伊斯蘭教法學，接著在納傑夫一所神學院研習古蘭經和聖訓，並在25歲時獲得法學學位。

## 政治生涯
在他初涉政治之時，卡沙尼已經表達了反資本主義的傾向，同時反對「迫害、專制主義及殖民」，因而受到德黑蘭低下階層的支持。縱使帶有其政治因素，他又提倡伊朗要恢復伊斯蘭政府。
因抱有民族主義立場，卡沙尼被英國及蘇聯兩國逮捕並流放。他在流放期間仍反對外國勢力控制伊朗的石油產業，特別是英國。他在1950年6月10日返回伊朗繼續進行抗爭。受到英伊石油公司大幅減少支付專利權費用的刺激，他組織運動與之對抗，並且是「主要的穆智台希德（伊斯蘭學者）當中唯一一個」加入奉行民族主義的總理穆罕默德·摩薩台陣營的人物，使1951年實現伊朗石油產業國有化。卡沙尼在石油產業國有化及1953年政變期間擔任議會主席。
卡沙尼和摩薩台都持有反對沙阿和英國的立場，但在1953年議會通過讓摩薩台的應急權力延長12個月及摩薩台實施世俗改革，使兩人分道揚鑣。不再支持摩薩台的卡沙尼在1953年推翻摩薩台的伊朗政變當中起著重要的作用。卡沙尼轉而支持昔日的政敵穆罕默德·禮薩·巴列維，又稱摩薩台背叛了沙阿和國家和反覆違反伊斯蘭法律，應要被處死。卡沙尼亦在伊拉克參與了一些針對英國的活動。
雖然卡沙尼推動了1953年政變，但他在當今的伊朗也被描述為該政變的受害者，該政變被認為是美國人侵略伊朗的最佳例子，因此作為政治上活躍的卡沙尼被視為是伊斯蘭教抵抗西方侵略的屏障。奉行強硬路線的《伊朗日報》在2002年回顧該政變時便斷言那是「針對摩薩台和卡沙尼」。
1962年，卡沙尼在德黑蘭逝世，他的逝世為霍梅尼的壯大鋪路。

## 個人生活
卡沙尼的兒子馬哈茂德·卡沙尼是海牙國際法院伊朗代表團的領導人，是1988年及2005年伊朗總統選舉的候選人。
卡沙尼是伊朗籍美國制片人薩姆·阿里·卡沙尼（Sam Ali Kashani）的曾祖父。

## 註腳
1. ↑  Milani 2008，第343頁
2. ↑  Elias Dabby. . dangoor.com.   [2011-11-04]. （原始内容存档于2016-03-03） （英语）.
3. 1 2  A.W. Samii. . h-net.org.   [2011-11-04]. （原始内容存档于2020-05-24） （英语）.
4. ↑  MacKay 1998，第198頁
5. ↑  Abrahamian 1993，第107頁
6. ↑  Abrahamian 1982，第275-276頁
7. ↑  . http://cryptome.org.   [2011-11-05]. （原始内容存档于2021-03-09） （英语）. 外部链接存在于|publisher= (帮助)
8. ↑  Masoud Kazemzadeh. . Iranscope Vol. 3 No. 34.   [2011-11-05]. （原始内容存档于2013-04-26） （英语）.
9. ↑  Abrahamian 1993，第109頁
10. ↑  Rubin 2009，第252頁
11. ↑  Kinzer 2003，第224頁
12. ↑  Hiro 1989，第142頁

## 外部連結
- 卡沙尼與中央情報局的關係 （页面存档备份，存于）